# Доњи Липник
Доњи Липник је насељено мјесто у општини Сански Мост, Босна и Херцеговина.

## Становништво
|             | 2013.      | 1991.        | 1981.        | 1971.        |
| Укупно      | 0 (0,000%) | 293 (100,0%) | 400 (100,0%) | 458 (100,0%) |
| Срби        | –          | 291 (99,32%) | 396 (99,00%) | 458 (100,0%) |
| Југословени | –          | 2 (0,683%)   | 3 (0,750%)   | –            |
| Хрвати      | –          | –            | 1 (0,250%)   | –            |